# 加那子という女
『加那子という女』（かなこというおんな）は、1973年4月3日から同年6月26日まで日本テレビ系列で放送されたテレビドラマ。全13回。放送時間は毎週火曜21:30 - 22:25（JST）。

## 概要
『火曜劇場』の第1作。原作は丹羽文雄の「一路」。
一流の客ばかりが相手の老舗割烹旅館「煙波楼」で、加那子は女中頭として働いていた。真面目に生きてきた加那子だが、愛を知り、伏木好道と結婚するも、梅村悠良との不倫に悩み、そして加那子の息子と不倫相手・悠良の娘との愛も絡み、やがてそれらから悲劇へと運命が動いていく、そんな女の愛ときざまを描いたロマン。1938年（昭和13年）から物語は始まり、太平洋戦争前後の時代を舞台に加那子の25歳から54歳までの半生を描いた。

## 配役
- 加那子：新珠三千代
- 伏木好道：仲谷昇
- しげ：木暮実千代
- 女中・久子：山岸映子
- 梅村悠良：加山雄三
- 春然尼：阪口美奈子
- きぬ：堀越節子 - 加那子の母
- おとき：菅井きん
- 鸞堂：加藤武
- お清：本山可久子
- 伏木得之：中島久之 - 加那子と好道の次男
- 伏木聡：川代家継（第8話）→ 水谷豊（第9話以降）- 加那子と好道の次男
- のぶ子：仁科明子 - 加那子と梅村悠良の娘
- 多津：日高澄子
- 夏川大二郎
- 岩崎加根子（第1話ゲスト）
- 黒川：河津清三郎（第1話ゲスト）
- 戸浦六宏（第1話ゲスト）
- 加東：清水将夫（第2話ゲスト）
- ほか

## スタッフ
- 原作：丹羽文雄（「一路」）
- 脚本：鈴木尚之
- 演出：嶋村正敏
- 音楽：内藤孝敏
- オープニングナレーター：川久保潔
- 演出補：雨宮望、水島総
- プロデューサー：増田善次郎、山本時雄、林喜昭
- 技術協力：東通
- スタジオ：日比谷スタジオ
- 制作：日本テレビ、東宝株式会社
- 提供：タイガー魔法瓶、花王石鹸他